# 그라츠 대학교
그라츠 카를 프란츠 대학교(독일어: Karl-Franzens-Universität Graz 카를 프란첸스 우니베르지테트 그라츠[*])는 오스트리아 그라츠에 있는 대학교로, 오스트리아에서 두 번째로 크고 두 번째로 오래 된 대학교이다.

## 대학교 출신 노벨상 수상자 목록
- 발터 네른스트, 1920년 노벨 화학상 - 1886년에
- 프리츠 프레글, 1923년 노벨 화학상 – 1913년부터 1930년까지
- 율리우스 바그너-야우레크, 1927년 노벨 생리학·의학상 – 1889년부터 1893년까지
- 에르빈 슈뢰딩거, 1933년 노벨 물리학상 – 1936년부터 1938년까지
- 오토 뢰비, 1936년 노벨 생리학·의학상 – 1909년부터 1938년까지
- Victor Franz Hess, 1936 in physics – studied in Graz 1893-1906 and taught 1919 to 1931 as well as 1937 to 1938
- Gerty Cori, 1947 in medicine - in Graz before 1922
- Ivo Andric, 1961 in literature – received his doctorate in Graz in 1924
- Karl von Frisch, 1973 in medicine – in Graz 1946 to 1950

## 같이 보기
- 위트레흐트 네트워크